# Hogwarts Legacy
Hogwarts Legacy là trò chơi hành động nhập vai phát triển bởi Avalanche Software và được xuất bản bởi Warner Bros. Games dưới nhãn hiệu Portkey Games. Trò chơi được đặt trong vũ trụ Thế giới phù thủy, dựa trên tiểu thuyết Harry Potter, và được phát hành cho PlayStation 5, Windows và Xbox Series X/S  vào năm 2023. Trò chơi sẽ được phát hành trên PlayStation 4, Xbox One và Nintendo Switch vào cuối năm 2023. Hiện đã phát hành trên Nintendo Switch 2 với những cải thiện mới.
Bối cảnh của trò chơi diễn ra trước sự kiện của tiểu thuyết, người chơi điều khiển một học sinh tại trường Phù thủy và Pháp sư Hogwarts vào cuối thế kỷ 19, học sinh học cách sử dụng những khả năng và vật phẩm ma thuật khác nhau, được giúp đỡ bởi bạn bè và giáo sư khác. Hogwarts Legacy là sản phẩm đầu tiên của Avalanche kể từ khi được Warner Bros mua lại vào năm 2017. Việc phát triển bắt đầu từ năm 2018. Việc phát triển trò chơi này đã bị trì hoãn nhiều lần vì nhiều lý do khác nhau. Trước khi được công khai, hình ảnh trò chơi trước khi phát hành đã bị rò rỉ lên mạng vào năm 2018.
Trò chơi đã nhận được những đánh giá tích cực từ các nhà phê bình, với những lời khen cho hệ thống chiến đấu, thiết kế thế giới và nhân vật, cùng với những chỉ trích về các nhiệm vụ phụ và các vấn đề kỹ thuật. Trước khi phát hành, trò chơi đã gây ra nhiều tranh cãi do quan điểm về người chuyển giới của tác giả của Harry Potter, J.K. Rowling và những cáo buộc rằng trò chơi bao gồm các mẫu chuyện có tính chất bài trừ Do Thái, dẫn đến lời kêu gọi tẩy chay.

## Gameplay
Hogwarts Legacy cho phép người chơi tham gia vào các lớp học tại Trường Phù Thủy Hogwarts. Người chơi có thể khám phá các địa điểm trong vũ trụ Thế giới phù thủy, chẳng hạn như Khu Rừng Cấm, Hẻm Xéo và Làng Hogsmeade. Ngoài ra, các khu vực chưa được khám phá trực quan trong các phương tiện khác bao gồm Phòng Sinh Hoạt Chung của Hufflepuff và Ravenclaw. Khi trải qua các giai đoạn của trò chơi, cảnh nội và ngoại thất của lâu đài cũng sẽ thay đổi theo mùa.
Trong quá trình tạo nhân vật, người chơi có thể lựa chọn ngoại hình, giới tính và một trong bốn Nhà (trường phái) của Hogwarts. Người chơi có thể tùy chỉnh giọng nói, hình thể và thêm phụ kiện như kính trong quá trình tạo nhân vật. Tiến trình trò chơi cho phép người chơi truy cập và nâng cấp các loại phép thuật, tài năng và khả năng khác nhau. Qua các thử thách trong trò chơi, nhân vật người chơi sẽ thu thập điểm kinh nghiệm để lên cấp. Những thử thách này có thể là chiến đấu, nhiệm vụ, khám phá, trang tìm kiếm và Phòng Yêu cầu (còn được gọi là Phòng Đến và Đi). Người chơi có thể thay đổi Phòng Hội Thoại khi đạt đến một cấp độ nhất định.
Người chơi sẽ được điều khiển nhân vật của mình thông qua thế giới mở rộng của Hogwarts và vùng lân cận, gặp gỡ và tương tác với các nhân vật khác trong trò chơi và thực hiện các nhiệm vụ trong câu chuyện. Trong quá trình chơi, người chơi sẽ học cách sử dụng phép thuật và tham gia vào các cuộc phiêu lưu đầy mạo hiểm để giải quyết các bí ẩn và ngăn chặn các thế lực đen tối. Người chơi có thể tùy chỉnh nhân vật của mình, bao gồm cả ngoại hình và kỹ năng phép thuật, thu thập các vật phẩm, đồ trang sức và phép thuật để cải thiện sức mạnh của nhân vật. Trong quá trình học tập tại Hogwarts, người chơi sẽ chọn những môn học để tăng cường kỹ năng và phát triển nhân vật của mình.

## Tóm tắt

### Bối cảnh
Trò chơi Hogwarts Legacy lấy bối cảnh vào cuối thế kỷ 19 và theo chân một học sinh bắt đầu tại trường Hogwarts từ năm thứ năm. Vì bắt đầu học trễ hơn so với các học sinh khác, Bộ Pháp Thuật cung cấp một hướng dẫn thực địa phù thủy. Nhân vật chính, người giữ chìa khóa cho một "bí mật cổ xưa đe dọa phá vỡ thế giới phù thủy", có khả năng thao túng một loại ma thuật cổ đại và dấn thân vào hành trình phám phá tại sao ma thuật Hắc Ám đột ngột trỗi dậy và ngăn chặn những kẻ đang cố gắng sở hữu loại ma thuật cổ đại này.

### Cốt truyện
Sau khi Giáo sư Fig qua đời, nhân vật chính quyết tâm tìm ra kẻ thù bí ẩn đã sắp đặt cuộc tấn công vào Fig và nhân vật chính ở đầu trò chơi. Chẳng bao lâu sau đó, họ phát hiện ra rằng Victor Rookwood - một cựu học sinh Hogwarts, là kẻ đứng sau cuộc tấn công và đang cố gắng tìm kiếm bí mật của phép thuật cổ đại.
Nhân vật chính cùng với những người bạn của mình khởi hành vào nhiệm vụ để ngăn chặn Rookwood và lực lượng tà ác của hắn. Trên đường đi, họ phải hoàn thành nhiều nhiệm vụ và thử thách, học những phép thuật mới và đối phó với những nguy hiểm tiềm tàng trong suốt cuộc hành trình. Nhân vật chính cũng phải đối mặt với thử thách từ chính bản thân, khi phải cân bằng giữa việc học tập, mối quan hệ với bạn bè với vai trò là người được chọn để sử dụng phép thuật cổ đại.
Cuối cùng, nhân vật chính phải đối đầu với Rookwood trong một chiến cuối cùng. Kết quả của trận chiến và số phận của Thế giới phù thủy phụ thuộc vào những lựa chọn của nhân vật chính trong suốt trò chơi.

## Phát triển
Trò chơi "Hogwarts Legacy" được phát triển bởi Avalanche Software, một công ty được Warner Bros. Interactive Entertainment mua lại vào năm 2017. Năm 2020, Warner Bros. Games đã thông báo rằng trò chơi sẽ được phát hành trên PlayStation 4, PlayStation 5, Windows, Xbox One và Xbox Series X/S vào năm 2021. Tuy nhiên, trò chơi đã bị hoãn hai lần và cuối cùng được phát hành vào ngày 10 tháng 2 năm 2023, với phiên bản PS4 và Xbox One được hoãn đến tháng 4. Dàn diễn viên lồng tiếng chính của trò chơi đã được công bố vào ngày 12 tháng 1 năm 2023. Trò chơi có cơ chế thế giới mở và âm nhạc sẽ thay đổi tương ứng với vị trí của nhân vật chơi. Ngân sách của trò chơi được ước tính 150 triệu đô la và được phát hành dưới nhãn hiệu Portkey Games của Warner Bros., đơn vị sở hữu bản quyền Thế giới phù thủy. Đáng chú ý, tác giả của Harry Potter, J.K. Rowling, không tham gia vào quá trình phát triển trò chơi.

## Đón nhận
Trò chơi "Hogwarts Legacy" đã được đánh giá cao và được liệt kê trong danh sách các trò chơi được mong đợi nhất năm 2023. Trong giai đoạn early-acess trên Steam, trò chơi này đã thu hút hơn 489.000 người chơi trực tuyến và đạt vị trí thứ hai trong danh sách các trò chơi trả phí cho người chơi đơn. Sau khi phát hành chính thức, số lượng người chơi trực tuyến đồng thời đã tăng gấp đôi lên hơn 879.000 người. Trò chơi hiện đang giữ vị trí thứ hai trong danh sách các trò chơi đơn (sau Cyberpunk 2077), và là trò chơi phổ biến thứ 8 về số lượng người chơi trực tuyến. Hogwarts Legacy đã dẫn đầu bảng xếp hạng doanh thu trên các nền tảng Steam.

### Phần mở rộng
Hogwarts Legacy cung cấp cho người chơi một số vật phẩm và nội dung độc quyền thông qua kết nối tài khoản WB Games và tham gia câu lạc bộ Harry Potter Fan Club. Phiên bản PlayStation của trò chơi có nội dung độc quyền như "The Haunted Hogsmeade Shop" và thuốc "Felix Felicis" thông qua đặc quyền pre-order. Trò chơi cũng có gói "Dark Arts Pack", một bộ sưu tập độc quyền có thể nhận được được thông qua phiên bản "Deluxe và Collector's Editions" hoặc bản mở rộng (DLC) cho người dùng phiên bản thường. Gói này bao gồm một vật trang trí độc quyền, một bộ đồ, và một đấu trường mới.Ngoài ra, trong giai đoạn truy cập sớm, người chơi có thể nhận được 5 vật phẩm trang trí miễn phí độc quyền thông qua Twitch Drops.
Mặc dù trò chơi có nhiều nội dung bổ sung, giám đốc trò chơi Alan Tew cho biết vào tháng 2 năm 2023 rằng nhóm phát triển đang tập trung vào việc phát hành trò chơi chính thức và không có kế hoạch phát hành thêm nội dung trong thời gian này. Hiện chưa rõ liệu nhóm phát triển sẽ phát hành thêm nội dung cho trò chơi trong tương lai hay không.

### Tranh cãi

#### Cáo buộc bài trừ Do Thái
Vào tháng 2 năm 2021, một số thông tin đã rò rỉ cho biết rằng trong trò chơi này, người chơi sẽ có thể tạo ra một nhân vật  phù thủy hoặc pháp sư Do Thái bị phân biệt ở trường Hogwarts và bị bài trừ khỏi trường. Sau đó, thông tin này đã gây ra tranh cãi và phản đối từ cộng đồng, vì được xem là vi phạm chính sách về việc giáo dục và giới hạn pháp lý về việc phân biệt chủng tộc và tôn giáo. Phía nhà sản xuất đã phát biểu rằng họ cam kết tạo ra một trò chơi có tính đa dạng và bao gồm nhiều tùy chọn cho người chơi để tạo ra nhân vật của riêng họ. Warner Bro. Games cũng nói rằng họ đang nghiên cứu các ý kiến và quan điểm của cộng đồng về vấn đề này và sẽ giải quyết một cách nghiêm túc.

#### Làn sóng tẩy chay J.K. Rowling
Trò chơi đã trở thành đề tài gây tranh cãi vào năm 2021 do quan điểm về người chuyển giới của tác giả series Harry Potter J. K. Rowling Nhiều người kêu gọi tẩy chay trò chơi để thể hiện tình đoàn kết với cộng đồng LGBT và ngăn cản bà nhận lợi ích tài chính từ việc phát hành trò chơi. Để giải quyết tranh cãi, Avalanche Software và Warner Bros. phủ nhận sự tham gia của Rowling vào quá trình phát triển trò chơi và giới thiệu công cụ tạo nhân vật bao gồm tính năng hỗ trợ người chuyển giới, cũng như nhân vật chuyển giới đầu tiên trong loạt phim -  Sirona Ryan. Tuy nhiên, một số nhà phát triển  Hogwarts Legacy đã xem việc bổ sung Ryan là không thành thật. Trước khi trò chơi được phát hành, đã có một trang web được lập ra để khuyến khích quấy rối các streamer chơi trò chơi trên Twitch. Bất chấp nỗ lực để tẩy chay trò chơi, Hogwarts Legacy đã phá vỡ kỷ lục trên Twitch, trở thành trò chơi chơi đơn được xem nhiều nhất trong lịch sử với số lượt xem đỉnh cao trên nền tảng này.

#### Troy Leavitt
Vào tháng 2 năm 2021, Avalanche Software và nhà thiết kế chính của trò chơi Hogwarts Legacy, Troy Leavitt, đã phải đối mặt với sự phản đối rộng rãi sau khi một loạt bài đăng và video trên mạng xã hội của ông thể hiện ủng hộ việc chiếm dụng văn hóa và quấy rỗi phụ nữ. Một thời gian sau, Leavitt đã rời khỏi Avalanche Software và dự án Hogwarts Legacy. Tuy nhiên, ông tuyên bố rằng việc ra đi của mình không liên quan đến vấn đề trên mạng xã hội. Warner Bros., nhà phát hành trò chơi từ chối bình luận về vấn đề này.

### Giải thưởng
Trò chơi Hogwarts Legacy đã được đề cử cho giải "Most Anticipated Game" tại Game Awards 2022 và giải "Most Wanted Game" tại Golden Joystick Awards 2022, nhưng đều thất bại trước trò chơi The Legend of Zelda: Tears of the Kingdom.